# Michele Liuzzi
Michele Liuzzi (Napoli, 23 febbraio 1975) è un ex lottatore e allenatore di lotta italiano.

## Biografia
Nato nel 1975 a Napoli, gareggiava nella lotta libera, nella classe di peso dei pesi gallo (57 kg).
Nel 1993 ha vinto la medaglia d'argento nei 52 kg ai Giochi del Mediterraneo di Linguadoca-Rossiglione, battuto dal turco Mevlana Kulac.
A 21 anni ha partecipato ai Giochi olimpici di Atlanta 1996, nella lotta libera, pesi gallo, perdendo 4-0 il 1º turno contro il russo Bagautdin Umachanov, vincendo 5-1 il 2º con il rumeno Bogdan Ciufulescu, prima di perdere di nuovo nel 3º turno, 4-0 contro il turco Harun Doğan, e terminare 16º totale.
Nel 1999 ha vinto la medaglia d'argento nei 58 kg agli Europei di Minsk, sconfitto dal turco Harun Doğan.
Dopo il ritiro ha aperto a Melito di Napoli la palestra "Wrestling Liuzzi" ed è in seguito diventato ct della nazionale italiana juniores di lotta.

## Palmarès

### Europei
- 1 medaglia:
  - 1 argento (Lotta libera 58 kg a Minsk 1999)

### Giochi del Mediterraneo
- 1 medaglia:
  - 1 argento (Lotta libera 52 kg a Linguadoca-Rossiglione 1993)